# Sataniv
Sataniv (in ucraino Сатанів?; in russo Сатанов?, Satanov; in polacco Satanów) è un insediamento rurale ucraino (2341 abitanti) nel distretto di Chmel'nyc'kyj nell'oblast' di Chmel'nyc'kyj. Ospita l'amministrazione della comunità territoriale di Sataniv, una delle comunità territoriali dell'Ucraina.
Fino al 18 luglio 2024 Sataniv faceva parte del distretto di Horodok, abolito come parte della riforma amministrativa dell'Ucraina, che ha ridotto a tre il numero dei distretti dell'oblast' di Chmel'nyc'kyj. L'area del distretto di Horodok è stata fusa nel distretto di Chmel'nyc'kyj.
Fino al 26 gennaio 2024 Sataniv era classificata come insediamento di tipo urbano. Da tale data è entrata in vigore una nuova legge che ha abolito questo status e Sataniv è stata riclassificata come insediamento rurale,

## Geografia
Sataniv è situata nell'Ucraina occidentale, lungo la riva sinistra del fiume Zbruč, a 78 km a sud-est di Chmel'nyc'kyj. 

## Storia
La località fu menzionata per la prima volta in un documento del 1404 nel quale il re di Polonia Ladislao II Jagellone la concedeva alla famiglia Odrowąż, che fu obbligata a costruire qui un castello per difendere la Podolia dalle invasioni dei tatari. Nel 1436 Satanów otteneva il diritto di Magdeburgo e sei anni più tardi si vedeva riconosciuto lo status di città. 
Una comunità ebraica sorse nella seconda metà del XVI secolo, quando Satanów faceva parte della Confederazione polacco-lituana. Gli ebrei di Sataniv erano coinvolti nell'importazione di merci dall'est, nell'affitto di proprietà, nella gestione delle tasse doganali, nella distillazione di bevande alcoliche e nell'oreficeria.
Nel 1641, fu concessa per la seconda volta la legge di Magdeburgo. Nel 1651 Satanów fu devastato dalle truppe cosacche durante la rivolta di Bohdan Chmel'nyc'kyj. Una distruzione peggiore si ebbe Durante l'invasione ottomana del 1676 la città fu cinta d'assedio. Nonostante la difesa unanime di tutti i suoi abitanti - ucraini, polacchi ed ebrei - Satanów alla fine cadde e fu distrutta. Quasi 4 mila tra i suoi abitanti furono uccisi dai turchi, mentre i sopravvissuti al massacro furono ridotti in schiavitù. Satanów tornò sotto sovranità polacca dopo la Pace di Carlowitz nel 1699. La cittadina, sotto infeudata ad Adam Mikołaj Sieniawski, iniziò lentamente a risorgere e fu ricostruito il castello e la città.
Nel XVIII secolo Sataniv era la principale comunità ebraica della Podolia. Nel 1756 i suoi dayanim (giudici religiosi) tennero un processo ai Frankisti. Nel 1765 c'erano 1.369 ebrei che pagavano il testatico a Satanów. Gli ebrei locali erano coinvolti nel commercio internazionale, viaggiando alle fiere di Lipsia, Breslavia e Francoforte sul Meno, fino alla seconda spartizione della Polonia del 1793, quando la località fu annessa all'Impero russo e ribattezzata Satanov.
Dalla fine del XVIII secolo e durante il XIX, Sataniv fu un importante centro del chassidismo.
Dal 1862 l'insediamento di famiglie ebree a Satanov fu limitato dalle autorità, a causa della vicinanza della località con il confine austriaco. Nel 1897 la popolazione ebraica ammontava a 2.848 persone, il 64% del totale. Nel 1919, gli ebrei di Sataniv furono vittima di un pogrom da parte dei nazionalisti ucraini. Nel 1926 Sataniv aveva probabilmente 2.359 ebrei, poi scesi a 1.516, o il 40% della popolazione totale. Un consiglio ebraico rurale esisteva nel periodo sovietico. Il 6 luglio 1941 i tedeschi entrarono a Sataniv, e il 14 [15(?)] maggio 1942 chiusero 286 ebrei in due cantine, lasciandoli soffocare. (I resti delle 286 vittime furono trovati il 27 luglio 2020). Nel corso del 1942, 210 ebrei furono fucilati. I tedeschi uccisero 800 persone secondo i numeri ufficiali, la maggior parte degli ebrei.
Fino al 18 luglio 2020, Sataniv apparteneva al distretto di Horodok. Il distretto è stato abolito nel luglio 2020 come parte della riforma amministrativa dell'Ucraina, che ha ridotto il numero di distretti dell'oblast' di Chmel'nyc'kyj a tre. il distretto di Horodok è stato interamente annesso a quello di Chmel'nyc'kyj. 

## Monumenti e luoghi d'interesse
- Sinagoga, fu costruita nella prima metà del XVI secolo. La sua particolare struttura fortificata, fu realizzata per permettere alla locale popolazione ebraica di rifugiarvisi durante gli attacchi dei cosacchi e dei tatari. Fu chiusa dalle autorità sovietiche nel 1933 e trasformata in un magazzino. Dopo un lungo periodo di abbandono, nel 2012 la sinagoga è stata oggetto di un importante restauro che l'ha riportata alle forme originali.
- Castello di Sataniv, sorto nel XV secolo come difesa dagli attacchi tartari per volontà di Piotr Odrowąż. Nel 1651 il castello fu catturato e distrutto dai cosacchi. Nel 1676 l'esercito ottomano catturò nuovamente il castello e uccise 4 mila dei suoi difensori.
- Monastero della Santa Trinità
- Cimitero ebraico